# Willows Sports Complex
O Willows Sports Complex é um estádio localizado em Townsville, no estado de Queensland, na Austrália, possui capacidade para 26.500 pessoas, foi inaugurado em 1994, é a casa do time de rugby league North Queensland Cowboys.